# Storojynets
Storojynets (en ukrainien : Сторожинець) ou Storojinets (en russe : Сторожинец ; en roumain : Strășineț ou Storojineț) est une ville de l'oblast de Tchernivtsi, en Ukraine, et le centre administratif du raïon de Storojynets. Sa population s'élevait à 14 197 habitants en 2016.

## Géographie
Storojynets est arrosée par la rivière Siret, un affluent gauche du Danube. Elle est située près de la frontière avec la Roumanie, à 22 km au sud-ouest de Tchernivtsi et à 432 km au sud-ouest de Kiev.

## Histoire
La première mention de Storojynets dans un document remonte à l'année 1448. Les premiers habitants de la localité étaient des bûcherons. Elle se trouve dans la région historique de Bucovine appartenant initialement à la Moldavie jusqu'en 1775, puis à l'empire d'Autriche. Au début du XVIIIe siècle, de grands changements se produisirent avec l'arrivée massive d'Allemands. On ouvrit des écoles, où l'enseignement était en allemand, en roumain ou en ukrainien. À partir de la seconde moitié du XIXe siècle, la population augmenta rapidement en raison de l'installation de Juifs dans la ville. Des briqueteries et des scieries furent ouvertes ainsi que la voie ferrée Storojynets – Hlyboka. En 1854, Storojynets reçut le statut de ville. À la fin du XIXe et au début du XXe siècle, la ville était principalement habitée par des Juifs. Une école secondaire privée fut ouverte dans la ville en 1903. L'année suivante, Storojynets accéda au statut de ville d'importance régionale. L'agriculture, l'industrie et le commerce comme l'éducation et la culture se développèrent jusqu'à la Première Guerre mondiale. En 1918 la Bucovine proclama son union au royaume de Roumanie. En 1921, le roumain redevint la langue officielle et l'ukrainien ne fut plus enseigné. Le 28 juin 1940, conformément au Pacte germano-soviétique, l'Union soviétique annexa la Bucovine du Nord et la rattacha, Storojynets comprise, à l'Ukraine soviétique. Les roumains de la ville furent chassés vers la Roumanie. Le 5 juillet 1941, Storojynets fut occupée par les forces de l'Allemagne nazie et remise à la Roumanie fasciste. De 1941 à 1943, toute la population juive fut tuée par l'Einsatzgruppe D ou déportée par l'armée roumaine vers la Transnistrie, où beaucoup moururent de froid, de faim et du typhus. En mars 1944, la ville redevint soviétique, avec une population désormais entièrement ukrainienne. Depuis 1991, elle fait partie de l'Ukraine indépendante.

## Population
Recensements (*) ou estimations de la population :
| 1959* | 1970*  | 1979*  | 1989*  | 2001*  | 2010   |
| ----- | ------ | ------ | ------ | ------ | ------ |
| 8 425 | 10 963 | 12 390 | 14 546 | 14 693 | 14 462 |

| 2011   | 2012   | 2013   | 2014   | 2015   | 2016   |
| ------ | ------ | ------ | ------ | ------ | ------ |
| 14 508 | 14 505 | 14 473 | 14 407 | 14 301 | 14 197 |

## Personnalité
Viorica Viscopoleanu, athlète roumaine championne olympique du saut en longueur à Mexico, en 1968, est née à Storojynets en 1939.